# Linfangiossarcoma
Linfangiossarcoma é um tumor maligno raro, que ocorre em casos de linfedema crônico primário ou secundário . Pode envolver qualquer uma das extremidades, mas é mais comum em membros superiores.  Apesar de seu nome implicar uma origem linfática, acredita-se que surja a partir de células endoteliais e pode ser mais precisamente denominado como angiossarcoma.

## Sinais e sintomas
O sarcoma aparece inicialmente como uma marca ou sinal arroxeado, uma área de descoloração azulada ou uma nódulo cutâneo doloroso na extremidade, geralmente na superfície anterior. Ele evolui para uma úlcera com crostas, e, finalmente, para uma extensa necrose envolvendo a pele e o tecido subcutâneo. Ele metastiza rapidamente.

## Causas
Anteriormente era uma complicação relativamente comum do intenso linfedema de braço decorrente da remoção dos gânglios e canais linfáticos axilares, como parte da clássica mastectomia radical de Halsted, para tratar o câncer de mama. A mastectomia radical clássica foi abandonada na maior parte do mundo no final da década de 1960 e início da década de 1970, sendo substituído por uma mastectomia radical modificada muito mais conservadora e, mais recentemente, pela excisão de segmentos da mama, seguida de radioterapia. Devido a esta alteração na prática cirúrgica, o linfedema secundário ao tratamento do câncer de mama é agora uma raridade — e linfangiossarcoma pós-mastectomia é agora muito raro. Quando ocorre após a mastectomia é conhecido como síndrome de Stewart-Treves (que inclui tanto linfangiossarcoma, quanto hemangiosarcoma secundário à mastectomia). A patogênese do linfangiossarcoma não foi esclarecida.  Vários mecanismos têm sido propostos. Stewart e Treves, propuseram que um fator carcinogênico está presente em membros linfedematosos. Schreiber et al. sugeriram que uma imunodeficiência local, como resultado do linfedema, resulta em um "sítio imunologicamente privilegiado", em que o sarcoma é capaz de se desenvolver.

## Tratamento
O tratamento mais bem-sucedido para angiossarcoma é a amputação do membro afetado, se possível. A quimioterapia pode ser administrada quando há doença metastática. Se não há nenhuma evidência de metástase, além do membro afetado, a quimioterapia adjuvante pode ser administrada para tratar possível doença micrometastática. Não existem evidências claras que suportam a eficácia da quimioterapia, devido a uma grande variedade de fatores de prognóstico e de pequeno tamanho da amostra. No entanto, há algumas evidências que sugerem que drogas tais como paclitaxel,doxorubicina, ifosfamida, e gemcitabine apresentam atividade antitumoral no angiossarcoma.